# Фёдоров, Эмиль Артурович
Эмиль Артурович Фёдоров (16 декабря 1996, Порвоо, Финляндия) — финский хоккеист с мячом российского происхождения, нападающий.

## Биография
Родился в семье экс-хоккеиста московского «Динамо» Артура Фёдорова, который проводил оставшуюся часть игровой карьеры за клубы Финляндии. Семья осталась жить в этой стране и именно там Эмиль начал заниматься спортом. Изначально занимался хоккеем с шайбой, выступал за юниорскую команду ХК ХИФК. После сезона 2013/2014 начал занимался хоккеем с мячом в «Акиллесе» из Порвоо.
В составе «Акиллеса» в сезоне 2015/2016 стал вице-чемпионом Финляндии, следующий сезон начал в клубе «Вейтеря» (Лаппеэнранта). Вместе с ним Фёдоров дважды стал чемпионом Финляндии, отличившись в каждом из финальных матчей. В 2018 году он переехал в Швецию, где подписал контракт с коллективом Элитсерии «Ветланда».

## Сборная
Выступал за юниорскую и молодежную сборные страны. В 2019 году он дебютировал за национальную команду на чемпионате мира в Швеции. По его итогам финская команда завоевала бронзовые медали.

## Достижения

### Чемпионат мира
- Бронзовый призёр (1): 2019.

### Чемпионат Финляндии
- Чемпион (2): 2017, 2018.
- Вице-чемпион (1): 2016.